# Max John

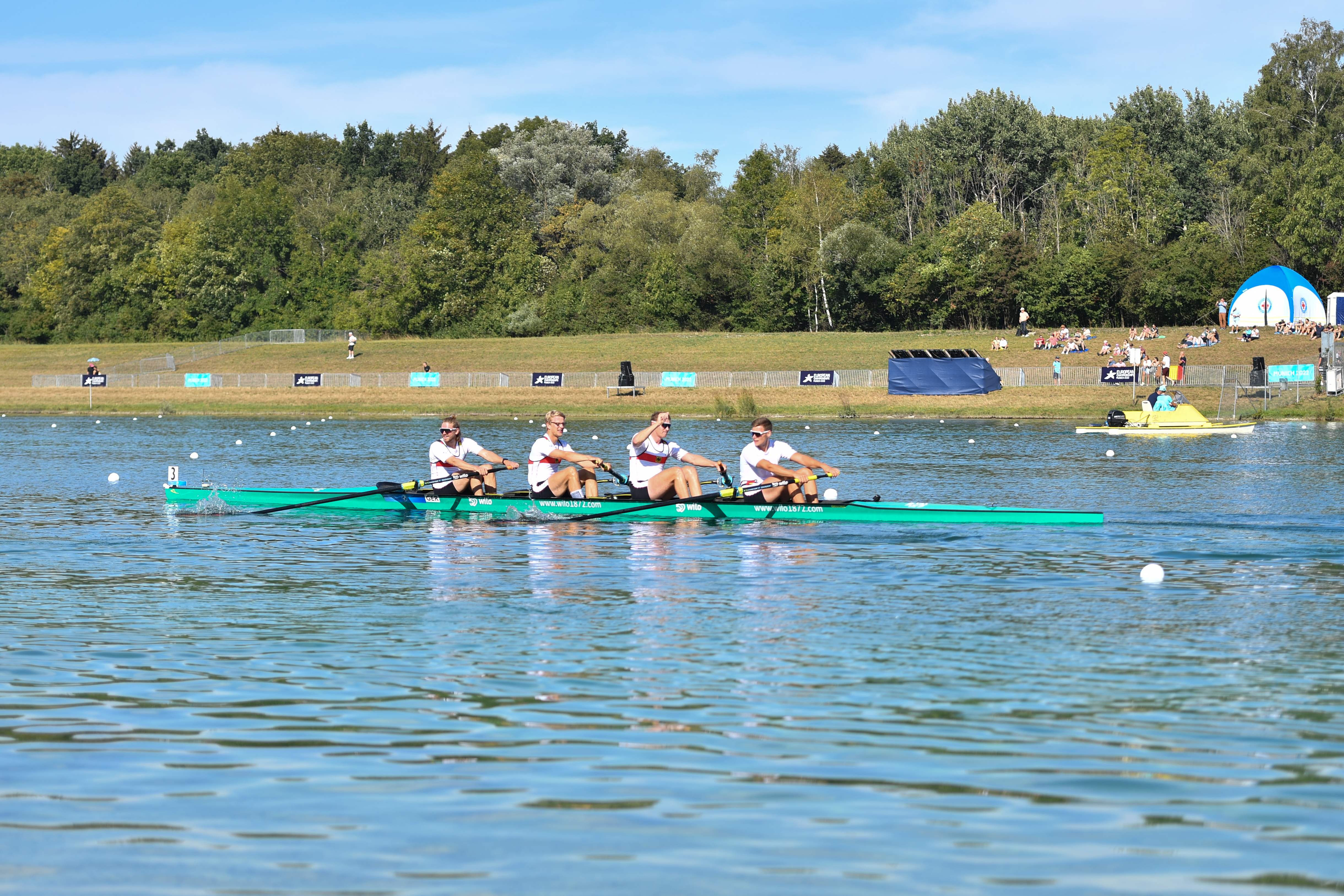
Der Vierer bei den Europameisterschaften 2022, Max John ist Zweiter von rechts.

Max John (* 1. Juli 1997) ist ein deutscher Ruderer. Er gewann bei den Europameisterschaften 2024 die Silbermedaille im Achter.

## Sportliche Karriere
Der 1,98 Meter große Max John rudert für den ORC Rostock. Er studierte Sportwissenschaften an der Ruhr-Universität Bochum.
Bei den U23-Weltmeisterschaften 2018 belegte er den vierten Platz im Vierer mit Steuermann. Ein Jahr später wurde er Fünfter im Achter bei den U23-Weltmeisterschaften in Sarasota.
2020 brach sich Max John den Knöchel, im Juli 2021 wurde die Metallplatte entfernt. Im August 2022 belegte der deutsche Vierer ohne Steuermann mit Theis Hagemeister, Malte Großmann, Max John und Marc Kammann als Sieger des B-Finales den siebten Platz bei den Europameisterschaften in München. Einen Monat später gewann der Vierer auch bei den Weltmeisterschaften in Račice u Štětí das B-Finale. John ruderte außerdem auch mit dem Deutschland-Achter im B-Finale und erreichte einen weiteren siebten Platz. Im Jahr darauf bei den Europameisterschaften 2023 erruderte John mit dem Achter den vierten Platz. Drei Monate später bei den Weltmeisterschaften in Belgrad gelang dem Deutschland-Achter mit dem fünften Platz die direkte Olympiaqualifikation für 2024. Bei den Europameisterschaften 2024 in Szeged ruderte der Achter im Vorlauf auf den vierten Platz. Im Finale wurde die Crew Zweite hinter den Briten. Bei den Olympischen Spielen in Paris erreichte John mit dem Achter den vierten Platz.